# Льюїс Гарольд Грей
Лью́їс Га́рольд Грей (англ. Louis Harold Gray; 10 листопада 1905 — 9 липня 1965) — британський фізик, що працював у галузі вивчення впливу радіації на біологічні організми, один із основоположників радіобіології.
Одним з наукових результатів його досліджень стала методика визначення поглиненої дози радіації біологічним організмом, одиниця вимірювання якої у Міжнародній системі одиниць (SI) згодом отримала на його честь назву «грей» (англ. «gray»).

## Життєпис

### Походження та дитячі роки
Луїс Гарольд Грей був єдиною дитиною у сім'ї Гаррі та Емі Греїв. Його батько був працівником з нижчого стану, працював у поштовому відділенні телеграфістом. Його матері ще був потрібен додатковий підробіток на стороні, щоб підтримувати домашнє господарство.
У дитинстві Грей робив прогулянки у неділю вранці зі своїм батьком у парки Барнс-Елмс, Вімблдон-Коммон і Річмонд-Парк. Батько Грея був людиною не дуже освіченою, але добре володів основами математики. Під час прогулянок батько Грея ставив перед ним задачі, пов'язані з купівлею-продажем фруктів, і Грей усно підраховував відповіді. Батько Грея був у захваті від того, що його син легко вирішував усі завдання. Ця регулярна практика у поєднанні з його вродженим генієм дозволила йому опанувати основи математики ще перед початком формальної освіти.
Грей пішов до Латимерської школи у віці п'яти років і навчався на відмінно, а стипендію отримав у віці 13 років. Стипендія дозволила йому відвідувати приватну школу-пансіон Госпіталь Христа та державну школу. Грей жив у гуртожитку, а це означало, що він бачився з батьками лише на свята.

### Період навчання у Госпіталі Христа (1918—1923)
Найбільшою радістю Грея при вступі до школи Госпіталь Христа стала зустріч з наукою, і предметами, які Грей вивчав із захопленням, були природничі науки та математика. Вивченню інших предметів, таких як латинська, французька та англійська, докладались лише мінімальні зусилля, щоб це не заважало вивченню наук. Ці звички навчання були характерними для студентів природничих курсів у державних школах того часу.
Поки Грей був у Госпіталі Христа, двоє вчителів зробили значний вплив на його мислення: Чарльз Браун, керівник наукового відділу, і містер Гайд, який підштовхував Грея до математики. Коли успіхи Грея з хімії відставали від результатів його однокласників, пан Браун допоміг йому наздогнати, призначивши додаткові експерименти та курсові роботи у святкові дні.
Ще одним наставником у житті Грея був містер Келсі, суворий і невблаганний вчитель фізики. Містер Келсі був талановитим фізиком, і Грей із задоволенням вивчав фізику, використовуючи чудові дослідницькі нотатки містера Келсі (додаткові матеріали). У віці 18 років Грей зацікавився молекулярною фізикою. На кінець 1923 року Грей отримав стипендію на навчання в Триніті-коледжі Кембриджського університету.

### Період навчання та праці у Кембриджі (1925—1932)
У 1924 році Грей вступив до Триніті-коледжу Кембриджського університету. Він раніше не цікавився біологією, і він вступив до коледжу, не маючи ґрунтовних знань з цього предмету. Тому містер Браун давав Грей матеріали для читання з біології та доручав йому читати у святкові дні або всякий раз, коли він виявляє інтерес виправити свою надмірну упередженість до фізики. Однак ядерна фізика була надзвичайно активною дисципліною в цей період, яка не залишала місця в думках Грея про біологію.
Щоб досягнути найкращих результатів у своєму класі з природничих наук (частина I) іспиту наприкінці другого курсу, Грей багато працював, вивчаючи фізику, математику та хімію. Він розпочав це на першому курсі, і в цей час він отримав стипендію для старших. Він продовжував наполегливо вчитися і на іспиті з природничих наук (Частина II) досягнув найкращих результатів у своєму класі. Грей у Триніті-коледжі отримував іменну стипендію Рауса Болла з 1927 по 1930 рік.
У 1929 році, завдяки своїм видатним успіхам, Грей став науковим співробітником Кембриджського університету в Кавендіській лабораторії, яка була провідною лабораторією з природничих наук у Великій Британії. У той час лабораторія була науковою домівкою для багатьох видатних науковців, серед яких: Ернест Резерфорд як керівник, Чарльз Томсон Різ Вільсон, Джеймс Чедвік, Патрік Блекетт, Джон Дуглас Кокрофт, і Чарлз Драммонд Елліс. Під керівництвом Д. Чадвіка і Ч. Елліса Грей взявся за дослідження в ядерній фізиці.
Перше дослідження Грея стосувалося виду випромінювання, який тепер називають «космічними променями». У 1929 році була опублікована його перша робота під назвою «Поглинання проникаючого випромінювання», яка стосувалась в першу чергу γ-променів. Він продовжив свої дослідження і опублікував праці під назвами «Розсіювання жорстких гамма-променів: Ч.1» (1930) та «Розсіювання жорстких гамма-променів: Ч.2» (1931), які послужили дисертацією на здобуття ступеня доктора філософії. Працюючи в Кавендіській лабораторії, Грей зробив низку нових відкриттів у ядерній фізиці.
В особистому житті під час перебування в Кавендіській лабораторії Грей заручився зі сліпою жінкою на ім'я Фріда Марджорі Піко. Фріда також була студенткою Кембриджського університету, і вона вчилася, читаючи книги шрифтом Брайля та слухаючи читання Грея; ці зусилля призвели до отримання найвищих оцінок у випускних іспитах її класу з теології та англійської мови. У 1932 році Грей та Фріда одружилися. Наукові дослідження та особисте життя Грея в Кавендіській лабораторії були для нього дуже насиченими і щасливими.

### Зрілі роки (1933-1962)
У 1933 році почав працювати у лікарні Маунт Вернон у Лондоні.
У 1936 році розвинув принцип Брегга-Грея, що став основою методу вимірювання поглинання матеріалами енергії гамма-випромінення
У 1937 році створив один з перших генераторів нейтронів в лікарні Маунт-Вернон (Лондон).
У 1938 році вивчав вплив нейтронів на живі організми з використанням генератора
У 1940 досліджував коефіцієнт якості (порівняльну біологічну ефективність, англ. Relative Biological Effectiveness, RBE) випромінювання, увів до вжитку одиниці вимірювання поглинутої дози випромінювання.
У 1952 році досліджував вплив радіації на бактерії і клітини пухлин.
У 1953 році було засновано Лабораторію Грея в лікарні Маунт Вернон. Лабораторія згодом переросла в Оксфордський інститут радіаційної онкології
У період 1956—1962 років — віце-президент Міжнародної комісії з радіаційних одиниць та вимірювань (ICRU).
У 1961 році обраний членом Лондонського королівського товариства. За свою роботу він отримав багато нагород, зокрема медаль фундації Бертнера у 1964 році.